# 오성엘에스티
비에이치에스티 소개
비에이치에스티는 반도체 후공정 설비 및 FPCB, SMT 공정 설비, 2차전지, 연료전지, 디스플레이 설비 등 각종 자동화 설비를 고객사의 니즈에 맞게 설계 및 제조하는 설비 제조 전문 기업이다.
현재 비에이치 그룹 관계사이며 주요 납품처는 삼성전자, SK하이닉스, 비에이치, 디케이티 등이다. 삼성전자와 SK하이닉스에는 Flowcure 및 Autoclave 등 반도체 후공정 설비를, 비에이치, 디케이티 및 SMT 업체에는 FPCB, SMT공정 관련 자동화 설비를 설계 및 제조, 납품한다.
또한, 최근에는 2차전지 및 연료전지 자동화 설비도 관련 대기업과 개발 진행 중이며 향후 2차전지 전문 자동화 설비 업체로 발전하고자 노력하고 있다.

## 같이 보기
- autoclave
- 플렉서블 전자회로
- 표면실장기술